# Debris (geneeskunde)
Debris is een term in de geneeskunde voor de restanten of overblijfselen van een heelkundige behandeling.
Bij een wortelkanaalbehandeling, bijvoorbeeld, zijn de overblijfselen van de tandwortel na het uitvijlen van het wortelkanaal debris.